# Punta Quidora
Punta Quidora är en udde i Chile.   Den ligger i regionen Región de Magallanes y de la Antártica Chilena, i den södra delen av landet, 2 200 km söder om huvudstaden Santiago de Chile.
Terrängen inåt land är varierad. Havet är nära Punta Quidora åt sydost. Trakten är glest befolkad. Det finns inga samhällen i närheten. 